# Minim (paléographie)
 (mars 2020).
Pour les articles homonymes, voir Minim (homonymie).

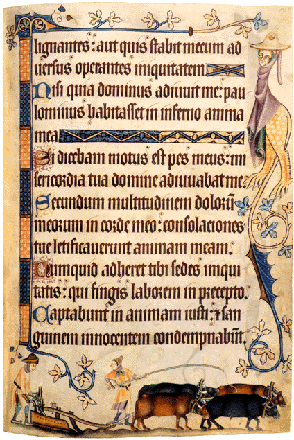
Page d'un psautier du siècle, avec un texte en noir sine pedibus.

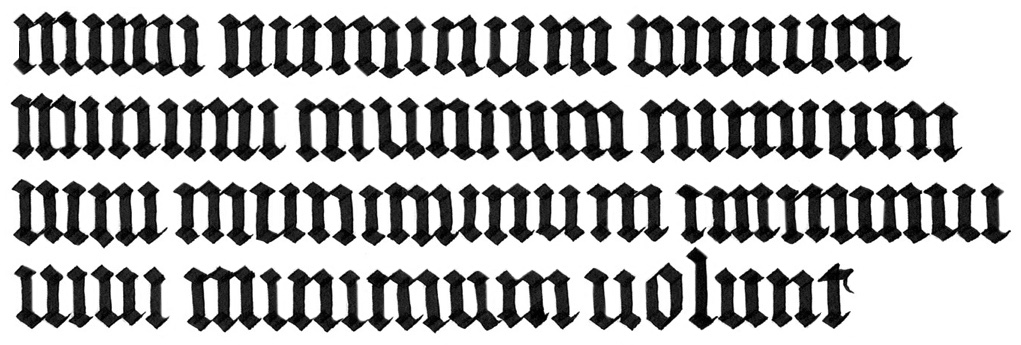
Un rendu de l'expression latine mimi numinum niuium minimi munium nimium uini muniminum imminui uiui minimum uolunt dans une écriture gothique.

En paléographie, un minim est un trait vertical court utilisé en écriture. Le mot est dérivé du latin minimum, qui signifie le moins ou le plus petit.
Un minim est le trait de base pour les lettres i, m, n et u dans l'écriture onciale et les écritures ultérieures qui en dérivent. Des parties d'autres lettres sont également basées sur des minimes : lorsqu'un minim est étendu au-dessus de la ligne, il devient un ascendant, comme dans les lettres d et b, et lorsqu'il est étendu en dessous de la ligne, il devient un descendant, comme dans les lettres p et q. Il s'agit d'une tige lorsqu'elle ne forme qu'une partie d'une lettre, comme r.
Les minimes ont souvent un trait de liaison qui indique clairement qu'ils forment un m, un n, etc. ; cependant, dans les écritures gothiques, également connues sous le nom de textualis, en particulier dans les exemples tardifs, les minimes peuvent se relier entre elles par un simple trait de ligne, ce qui rend difficile pour le lecteur moderne de savoir quelle lettre est signifiée. Un exemple du 14e siècle est le suivant : mimi numinum niuium minimi munium nimium uini muniminum imminui uiui minimum uolunt (« les plus petits mimes des dieux de la neige ne souhaitent pas du tout dans leur vie que le grand devoir des défenses du vin soit diminué »). En écriture gothique, cela ressemblerait presque à une série de traits simples (ce problème a finalement conduit à un i en pointillé et à une lettre j séparée).
Les scribes du moyen anglais ont adopté une pratique consistant à remplacer u avant m, n ou v par o afin de briser la séquence des minimes. Les orthographes qui en résultent ont persisté dans les temps modernes avec des mots tels que come, honey et love, où un o représente un court ŭ.  C'est la raison pour laquelle Richard Coates, dans son article de 1998, a changé l'orthographe de « LUnden » pour « LOndon »,.
[...]